# Вулиця Тонді
Ву́лиця То́нді (ест. Tondi) — вулиця в Таллінні, столиці Естонії.

## Назва
Назва вулиці походить від імені члена ревельського магістрату Йоста Дунте (Jobst Dunte), який у XVIII столітті побудував на цих землях літню мизу та проклав дорогу.

## Географія
Розташована в мікрорайонах Кітсекюла та Тонді. Починається від Пярнуського шосе, перетинає біля платформи «Тонді» лінію залізниці на Палдіскі та закінчується біля вулиці Таммсааре. Протяжність — 2,061 км.
У цьому районі розташована кінцева зупинка трамвайних маршрутів № 3 і № 4 «Тонді».

## Історія

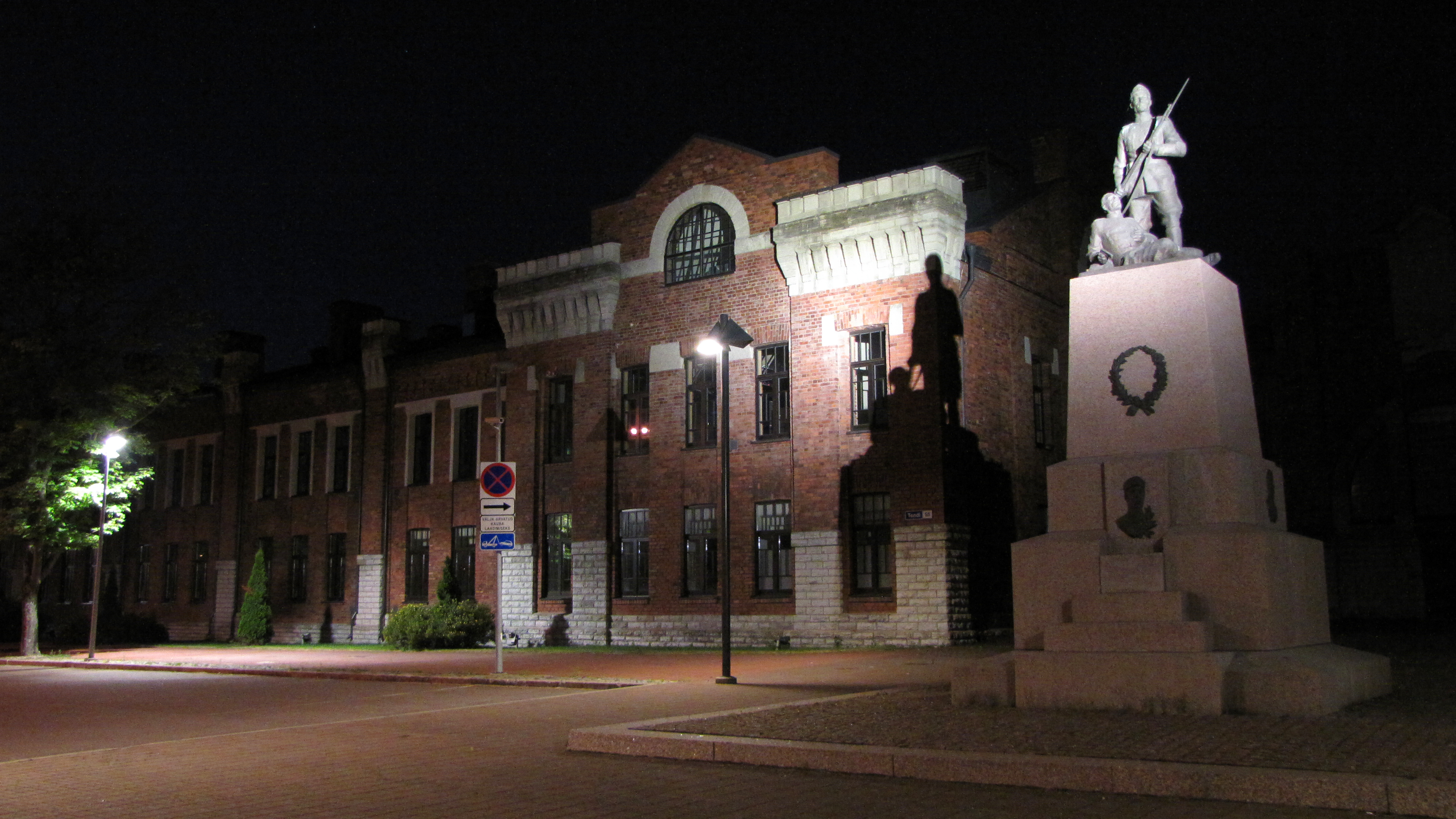
Пам'ятник «Хлопцям Тонді»

Спочатку вулиця називалася Дунтенська (нім. Duntenstraße) та Стара Пернівська (нім. Alte Straße Pernausch). 1921 року перейменовано на естонський лад.
У 1950—1990 роках мала ім'я Олександра Матросова. Іменем Матросова було названо і 254-й гвардійський мотострілецький полк, у складі якого він здійснив свій подвиг. Полк займав частину казарм, що простяглися вздовж вулиці Тонді, побудованих 1915—1916 роках для солдатів артилерійського полку Морської фортеці імператора Петра Великого (т. зв. військове містечко Тонді). Чотири казарми (вул. Тонді 51, 53, 55 і 57), будівлю клубу (вул. Тонді 55В) та допоміжну будівлю (вул. Тонді будинок 57А) військового містечка внесено до Державного регістру пам'яток культури Естонії.
3 серпня 1990 року вулиці було повернуто назву «Тонді».
15 травня 2009 року перед будівлею військового училища Тонді (буд. 55/57) відкрито відновлений пам'ятник «Хлопцям з Тонді». Він присвячений чотирьом кадетам училища: Олександру Томбергу, Аугусту Удрасу, Арнольду Аллебрасу та Олександру Тедеру, які загинули під час спроби державного перевороту 1 грудня 1924 (автор - Амандус Адамсон, пам'ятник встановлений 1928 року і знесено 1941 року.
27 червня 2019 року на липовій алеї між будівлями 53 та 55 по вулиці Тонді відкрито меморіал військового училища Тонді. Воно відоме тим, що в його стінах здобули військову освіту практично всі офіцери першої Естонської Республіки. Життя багатьох із них обірвалося «несправедливо рано». Імена загиблих висічено на гранітних дошках Меморіалу. Крім цього, список опубліковано на сайті управи району Крістійне, в якому розташована вулиця Тонді.

Вулиця Тонді, пам'ятки культури
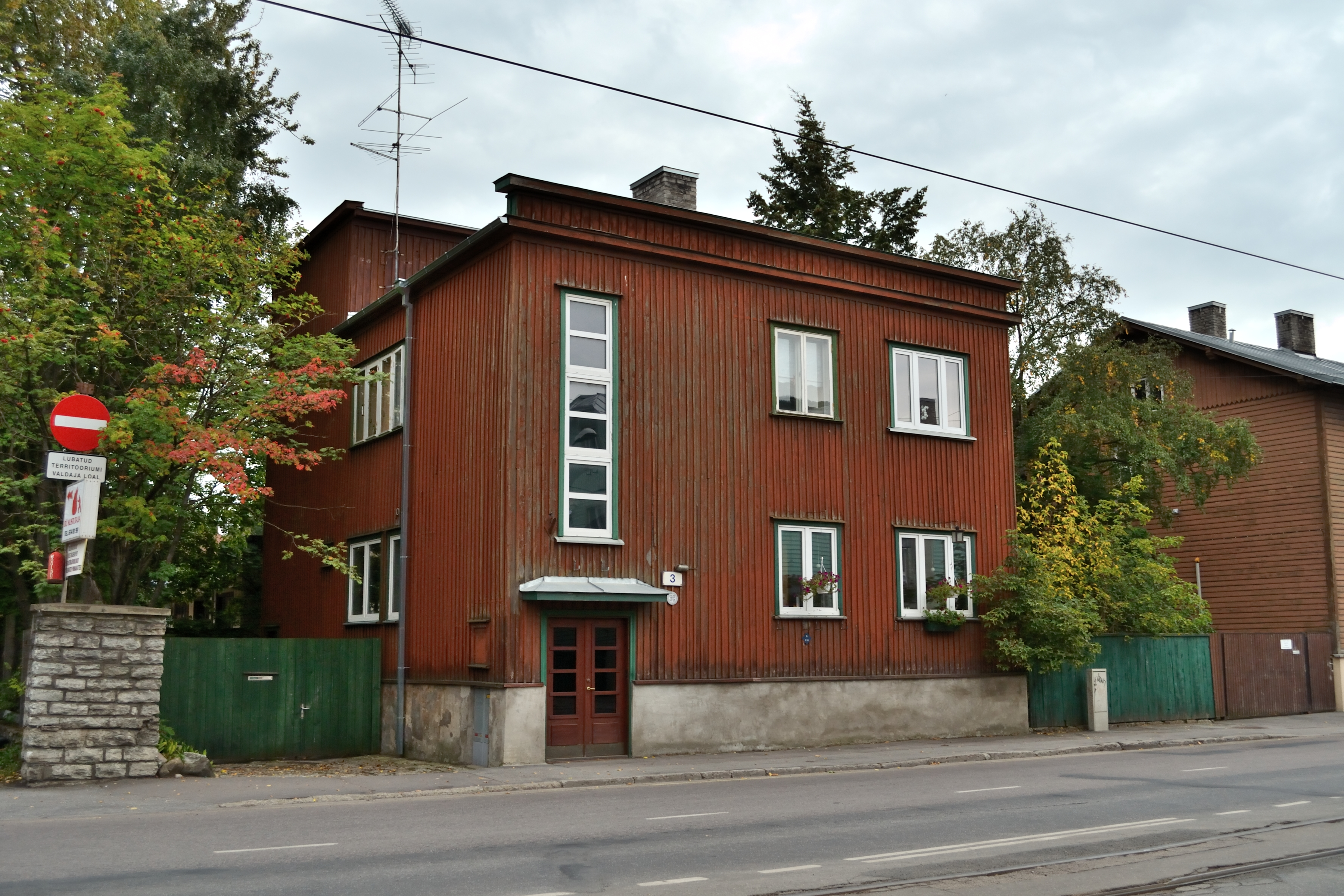
Будинок 3
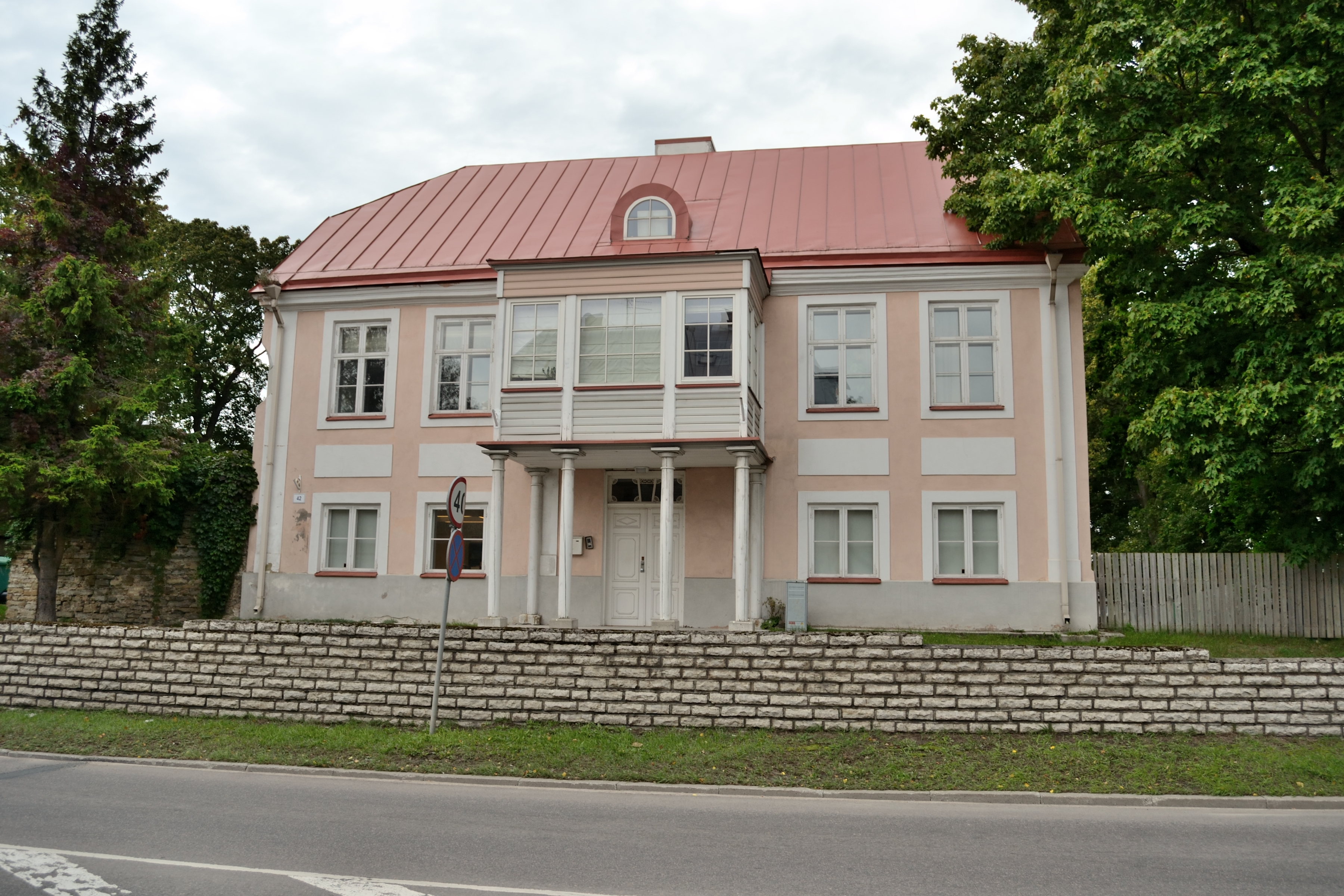
Будинок 42, річна миза Шпринктал
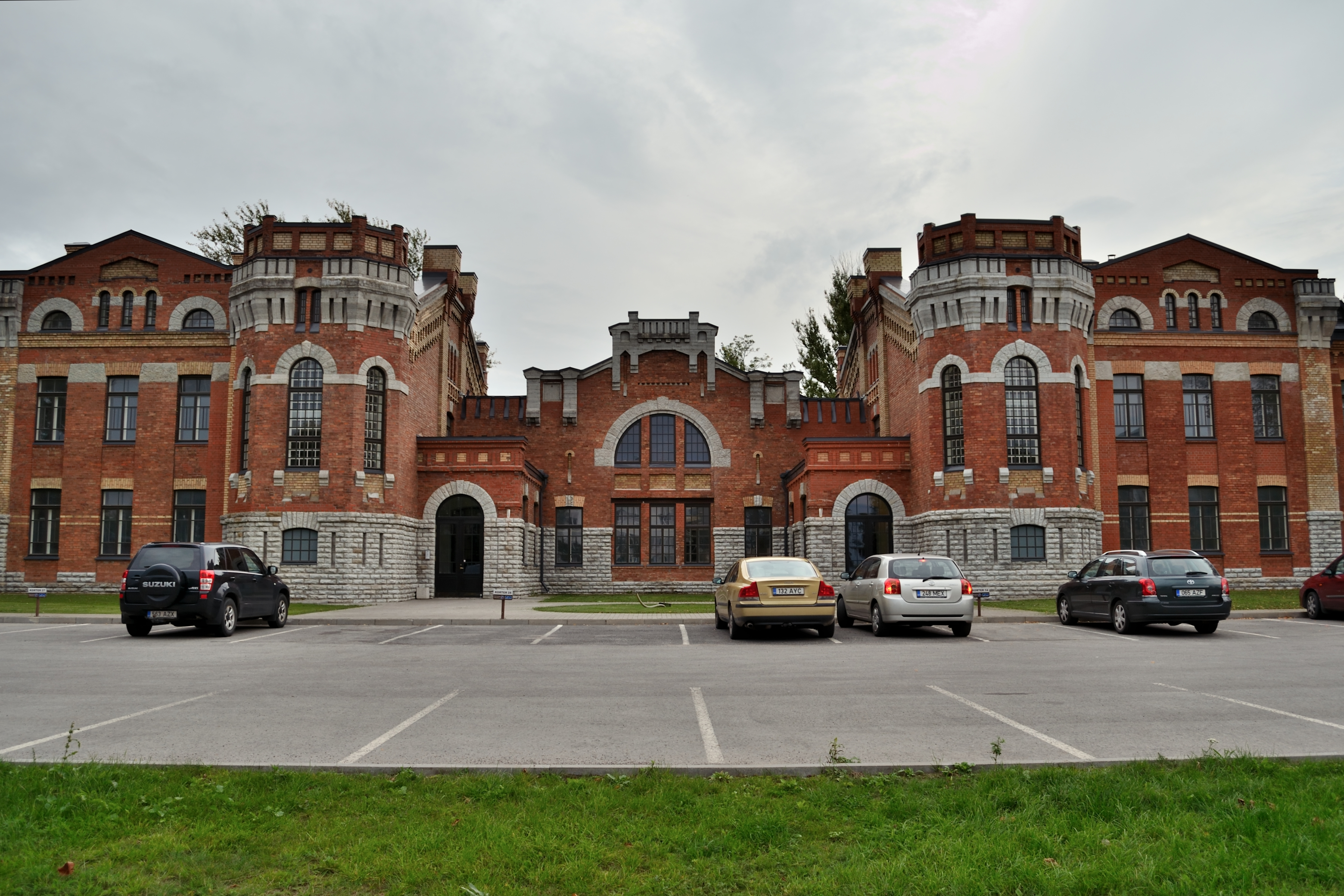
Будинок 51, казарма військового містечка
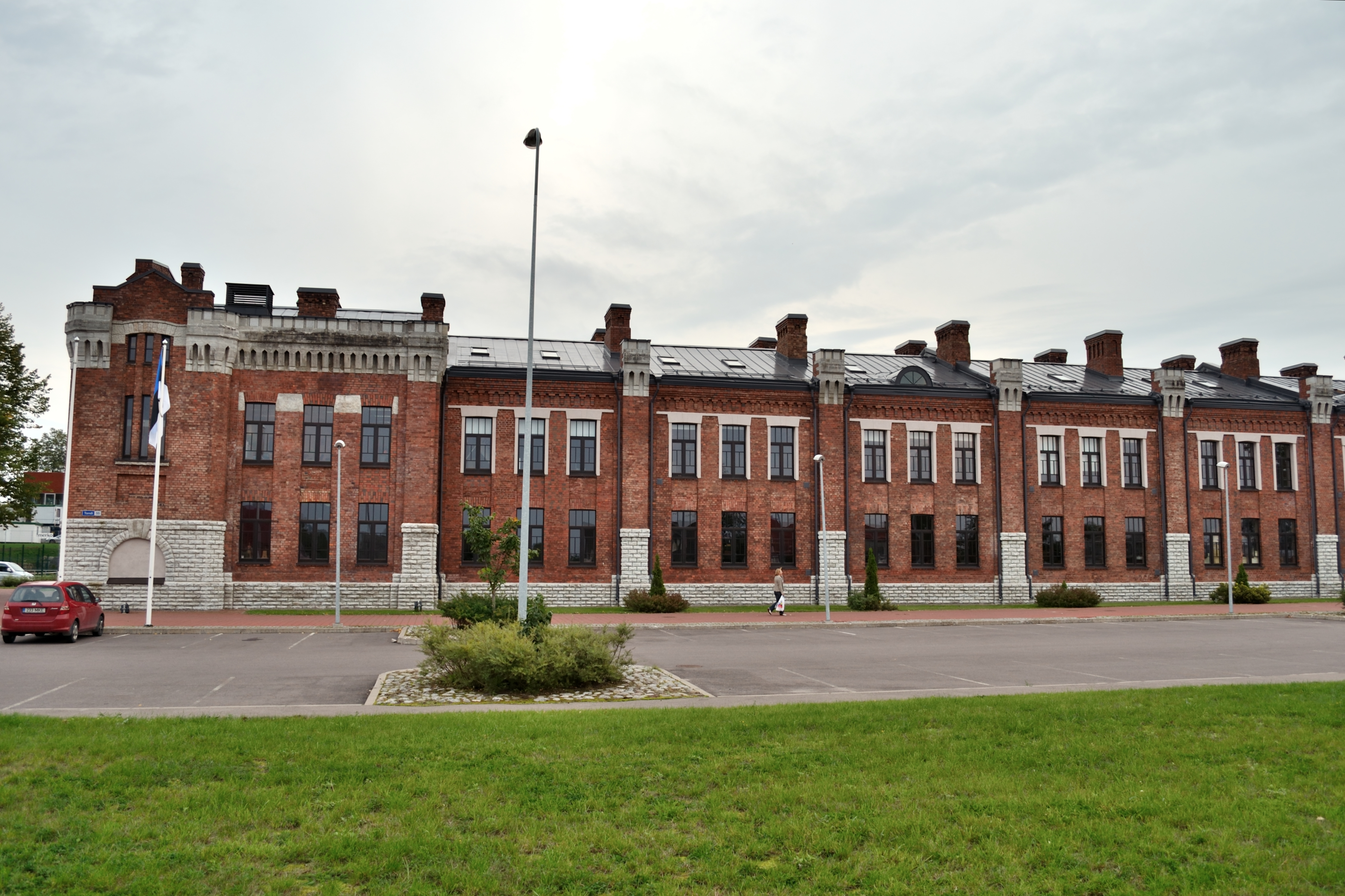
Будинок 55, 57, казарма військового містечка
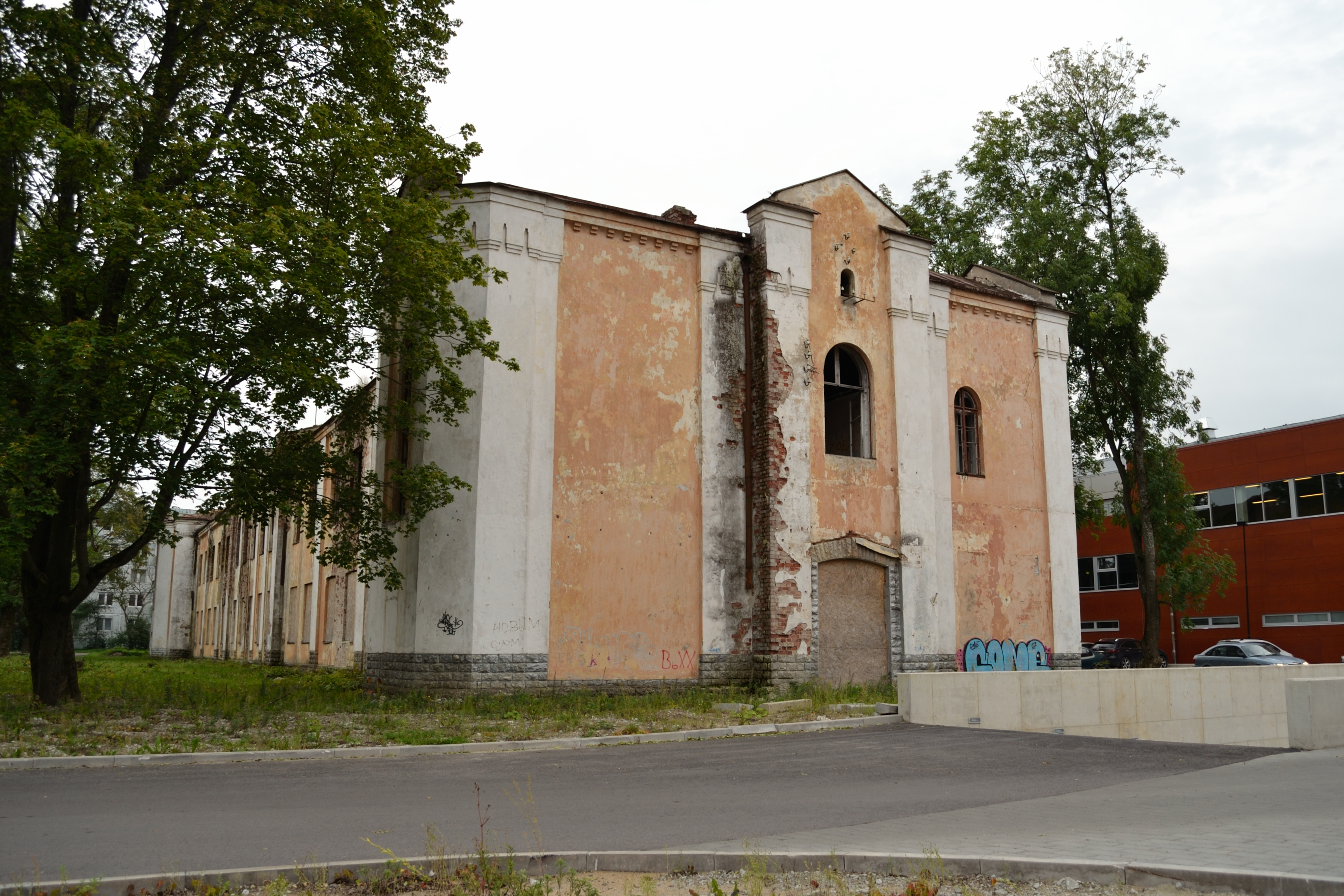
Будинок 55В, будівля клубу військового містечка